# Safia
Cette page présente le prénom Safia ainsi que ses variantes.
Safia (en arabe : صفية) est un prénom arabe féminin signifiant « pure ». 
Dans les pays musulmans, on associe ce prénom à la beauté pure, ou encore à la bonté et à la générosité.
En Afrique de l'Ouest, ce prénom est souvent transformé en Safiata et Safiatou.
Il est possible, sans preuve absolue, que ce prénom vienne du grec sophia (sagesse).
Safiya est aussi une variante de ce prénom et signifie « une personne choisie ou élue ». Une des femmes du prophète Mahomet s'appelait ainsi.

## Personnalités portant ce prénom
- Safia Zaghloul  (1876–1946), activiste politique égyptienne ;
- Safia Ahmed-jan (1941-2006), défenseure des droits des femmes afghanes et critique des talibans ;
- Safia El Emari (en) (née en 1949), actrice égyptienne ;
- Sfia Bouarfa (née en 1950), femme politique belgo-marocaine ;
- Safiya Henderson-Holmes (en) (1950-2001), poétesse afro-américaine ;
- Safia Farkash (née en 1952), épouse libyenne de Mouammar Kadhafi ;
- Safia Abdi Haase (en) (née en 1959), infirmière somalienne et militante des droits des femmes ;
- Safia Minney (en) (née en 1964), entrepreneur sociale britannique et auteure ;
- Safia Taleb Ali al-Suhail (en) (née en 1965) femme politique irakienne ;
- Safia Shah (en) (née en 1966), écrivain, éditrice et productrice de nouvelles télévisées britannique ;
- Safiya Hussaini (en) (née en 1967), une Nigériane condamnée à mort pour adultère, acquittée par la suite ;
- Safia Abukar Hussein (en) (née en 1981), sprinteuse somalienne ;
- Safiya Songhai (en) (née en 1984), réalisatrice américaine ;
- Safia Monney (née en 1985), actrice franco-allemande ;
- Safia Boukhima (née en 1991), joueuse algérienne de volley-ball ;
- Safia Nolin (née en 1992), autrice-compositrice-interprète québécoise ;
- Siti Safiyah (en), joueuse de bowling malaisienne.